# 히와사정
유키정(由岐町)은 도쿠시마현에 있던 정이며, 가이후군에 속했다.  
2006년 3월 31일에 유키정고다 합병해 미나미정이 되었다.

## 지리
대부분 산지이며 남동쪽은 태평양에 면한다. 마을에는 무로토 아난 해안 국정공원이기도 한 해안에서는 붉은바다거북이 산란기에 방문한다.. 1967년에 「오오하마 해안의 바다거북 및 그 산란지」로서 국가 천연기념물로 지정되었다.

## 역사
- 1889년 10월 1일 - 정촌제 시행에 의해 아카가와치촌, 히와사촌이 성립하였다.
- 1907년 1월 1일 - 히와사촌이 정으로 승격해 히와사정 (제1차) 이 되었다.
- 1915년 8월 - 아카가와치 촌사무소가 신축되었다.
- 1948년 - 아카가와치촌의 일부가 히와사정 (제1차)에 편입되었다.
- 1956년 9월 30일 - 아카가와치촌이 히와사정 (제1차)를 편입, 정으로 승격해 아카기와치정이 되었다. 아카기가와정이 개칭해 히와사정 (제2차)이 되었다.
- 2006년 3월 31일 - 유키정과 합병햐 미나미정이 성립하였다. 동일 히와사정 (제2차)은 폐지되었다.

## 교통

### 철도
- 시코쿠 여객철도 무기 선

### 도로
- 국도 55호선